# Liste der Abgeordneten zum Tiroler Landtag (Gefürstete Grafschaft, V. Wahlperiode)
Diese Liste der Abgeordneten zum Tiroler Landtag (Gefürstete Grafschaft, V. Wahlperiode) listet alle Abgeordneten zum Tiroler Landtag im Kronland der Gefürsteten Grafschaft Tirol (Österreich-Ungarn) in dessen V. Wahlperiode auf. Die Angelobung der Abgeordneten erfolgte am 9. April 1877, wobei der Landtag 68 Abgeordnete umfasste. Dem Landtag gehörten dabei 10 Vertreter des Großgrundbesitzes, 3 Vertreter der Handelskammer, 13 Vertreter der Städte und Orte und 34 Vertreter der Landgemeinden. Hinzu kamen sieben Virilstimmen und die Stimme des Rektors der Universität Innsbruck.

## Sessionen
Die V. Wahlperiode war in sechs Sessionen unterteilt:
- I. Session: 9. April 1877 – 21. April 1877
- II. Session: 24. September 1878 – 19. Oktober 1878
- III. Session: 8. Juni 1880 – 16. Juli 1880
- IV. Session: 27. August 1881 – 3. Oktober 1881
- V. Session: 12. Juni 1882 – 19. Juli 1882
- VI. Session: 22. November 1882 – 30. November 1882

## Landtagsabgeordnete
Die Tabelle enthält im Einzelnen folgende Informationen:
| Name:        | Name des Abgeordneten |
| Wahlklasse:  | Die dem Klassenwahlrecht entsprechende Wahlklasse bzw. Kurie: I. Wahlklasse = Virilstimmen, Geistliche und Rektor der Universität Innsbruck; II: Adelige des großen Grundbesitzes; III: Handels- und Gewerbekammer; IV: Zensuswahlklasse unterteilt nach Städten/Orten bzw. Landgemeinden; |
| Region:      | Die im Wahlbezirk enthaltenen Städte oder Stadtteile (Stadtwahlbezirke) bzw. Gerichtsbezirke (Landgemeindewahlbezirke) oder Sitze der Bischöfe bzw. Klöster (Wahlbezirke der Fürsterzbischöfe und Prälaten)                                                                                |
| Anmerkungen: | Veränderungen während der Periode durch Tod, Mandatsverzicht oder spätere Angelobung |

| Name                               | Wahl- klasse                  | Region                                                                             | Anmerkung                                                            |
| ---------------------------------- | ----------------------------- | ---------------------------------------------------------------------------------- | -------------------------------------------------------------------- |
| Albertini Andreas                  | Landgemeinden                 | Cles, Male, Fondo, Mezzolombardo                                                   |                                                                      |
| Arvedi Bartholomäus                | Landgemeinden                 | Trient (Umgebung), Lavis, Cembra, Civezzano, Bezzano, Pergine                      | bis inklusive 4. Session                                             |
| Aufschnaiter Alois von             | Adeliger großer Grundbesitz   |                                                                                    | ab der 4. Session                                                    |
| Bertagnolli Casimir                | Landgemeinden                 | Cavalese, Fassa, Primiero                                                          |                                                                      |
| Bertolini Carl                     | Städte und Orte               | Rovereto                                                                           |                                                                      |
| Blaas Franz Sales                  | Fürsterzbischöfe und Prälaten | Äbte von Wilten, Stams und Fiecht                                                  | erschien in der 3. Session nicht                                     |
| Blaas Florian                      | Städte und Orte               | Innsbruck                                                                          |                                                                      |
| Bossi-Fedrigotti Wilhelm von       | Adeliger großer Grundbesitz   |                                                                                    |                                                                      |
| Brandis Anton                      | Landgemeinden                 | Brixen, Sterzing                                                                   |                                                                      |
| Chinatti Alois                     | Landgemeinden                 | Trient (Umgebung), Lavis, Cembra, Civezzano, Vezzano, Pergine                      | ab der 5. Session                                                    |
| Ciani Johann                       | Städte und Orte               | Trient                                                                             | ab der 5. Session                                                    |
| Colo Vinzenz                       | Städte und Orte               | Riva, Ala, Arco und Mori                                                           | ab der 5. Session                                                    |
| Cresseri Simon                     | Städte und Orte               | Riva, Ala, Arco und Mori                                                           | bis inklusive 3. Session (in der 3. Session jedoch nicht erschienen) |
| Crivelli Franz                     | Städte und Orte               | Levico, Pergine und Borgo                                                          |                                                                      |
| Dantscher von Kollesberg Karl      | Universität Innsbruck         |                                                                                    | nur in der 2. Session                                                |
| Debiasi Johann                     | Städte und Orte               | Riva, Ala, Arco und Mori                                                           | nur in der 4. Session                                                |
| Della Bona Johann Jakob            | Fürsterzbischöfe und Prälaten | Fürsterzbischof von Trient                                                         | ab der 3. Session                                                    |
| Dietl Josef                        | Landgemeinden                 | Meran, Schlanders, Glurns, Passeier, Lana                                          |                                                                      |
| Dipauli Anton                      | Städte und Orte               | Meran, Glurns, Kaltern und Tramin                                                  |                                                                      |
| Dordi Carl                         | Landgemeinden                 | Borgo, Strigno, Levico                                                             |                                                                      |
| Dornauer Thomas                    | Landgemeinden                 | Rattenberg, Kufstein, Fügen, Zell                                                  | ab der 3. Session                                                    |
| Duregger Ludwig                    | Handels- und Gewerbekammer    | Innsbruck                                                                          |                                                                      |
| Eder Franz Albert                  | Fürsterzbischöfe und Prälaten | Fürsterzbischof von Salzburg                                                       |                                                                      |
| Eiterer Wendelin                   | Landgemeinden                 | Landeck, Ried, Nauders                                                             |                                                                      |
| Euchta Josef                       | Landgemeinden                 | Silz, Imst, Reutte                                                                 |                                                                      |
| Falk Heinrich                      | Städte und Orte               | Innsbruck                                                                          |                                                                      |
| Firmian Ludwig                     | Adeliger großer Grundbesitz   |                                                                                    |                                                                      |
| Galletti Peter                     | Landgemeinden                 | Tione, Condino, Stenico                                                            |                                                                      |
| Gasser Vinzenz                     | Fürsterzbischöfe und Prälaten | Fürsterzbischof von Brixen                                                         | nur 1. und 2. Session                                                |
| Gentilini Alois                    | Landgemeinden                 | Tione, Condino, Stenico                                                            |                                                                      |
| Gilli Cajetan                      | Städte und Orte               | Trient                                                                             | ab der 5. Session                                                    |
| Giovanelli Ignaz                   | Landgemeinden                 | Bozen (Umgebung), Neumarkt, Kaltern, Sarnthal, Kastelruth, Klausen                 |                                                                      |
| Giovanelli Paul                    | Landgemeinden                 | Meran, Schlanders, Glurns, Passeier, Lana                                          | bis inkl. 2. Session                                                 |
| Glatz Sebastian                    | Landgemeinden                 | Meran, Schlanders, Glurns, Passeier, Lana                                          | ab der 3. Session                                                    |
| Graf Friedrich                     | Landgemeinden                 | Bruneck, Taufers, Welsberg, Buchenstein, Enneberg, Ampezzo                         |                                                                      |
| Greuter Josef                      | Landgemeinden                 | Landeck, Ried, Nauders                                                             |                                                                      |
| Hepperger Carl von                 | Handels- und Gewerbekammer    | Bozen                                                                              |                                                                      |
| Hippoliti Alois                    | Landgemeinden                 | Borgo, Strigno, Levico                                                             |                                                                      |
| Hofer Andreas von                  | Adeliger großer Grundbesitz   |                                                                                    | bis inklusive 3. Session                                             |
| Huber Alfons                       | Universität Innsbruck         |                                                                                    | nur in der 1. Session                                                |
| Katschthaler Johann                | Fürsterzbischöfe und Prälaten | Fürsterzbischof von Salzburg                                                       | Vertrat den Fürsterzbischof von Salzburg Franz Albert Eder           |
| Kemenater Anton                    | Landgemeinden                 | Bozen (Umgebung), Neumarkt, Kaltern, Sarnthal, Kastelruth, Klausen                 |                                                                      |
| Köfler Franz                       | Landgemeinden                 | Lienz, Windischmatrei, Sillian                                                     |                                                                      |
| Kraiser Johann                     | Landgemeinden                 | Rattenberg, Kufstein, Fügen, Zell                                                  | bis inkl. 2. Session                                                 |
| Leitz zu Laimburg Johann von       | Fürsterzbischöfe und Prälaten | Fürsterzbischof von Brixen                                                         | ab der 3. Session                                                    |
| Lodron Carl                        | Adeliger großer Grundbesitz   |                                                                                    |                                                                      |
| Lorenz Benedikt                    | Landgemeinden                 | Innsbruck (Umgebung), Mieders, Steinach, Telfs                                     |                                                                      |
| Lorenzoni Peter                    | Städte und Orte               | Mezzolombardo, Cles, Fondo, Lavis und Cavalese                                     |                                                                      |
| Marchetti Jakob                    | Handels- und Gewerbekammer    | Rovereto                                                                           |                                                                      |
| Melchiori Josef                    | Adeliger großer Grundbesitz   |                                                                                    |                                                                      |
| Mörl Heinrich von                  | Adeliger großer Grundbesitz   |                                                                                    |                                                                      |
| Negrelli Nikolaus                  | Landgemeinden                 | Cavalese, Fassa, Primiero                                                          |                                                                      |
| Oliari Peter                       | Landgemeinden                 | Rovereto, Rogaredo, Mori, Riva, Ala, Arco, Val di Ledro                            |                                                                      |
| Onestinghel Cäsar                  | Landgemeinden                 | Kitzbühel, Hopfgarten                                                              |                                                                      |
| Oss Mazzurana Paolo                | Städte und Orte               | Trient                                                                             | nur in der 4. Session                                                |
| Ottenthal Franz von                | Adeliger großer Grundbesitz   |                                                                                    |                                                                      |
| Pletzer Georg                      | Landgemeinden                 | Kitzbühel, Hopfgarten                                                              |                                                                      |
| Pompeati Hieronymus                | Städte und Orte               | Trient                                                                             | bis inklusive 2. Session                                             |
| Puntschart Valentin                | Universität Innsbruck         |                                                                                    | nur in der 3. Session                                                |
| Rainer Franz                       | Landgemeinden                 | Lienz, Windischmatrei, Sillian                                                     |                                                                      |
| Rapp Franz von                     | Landgemeinden                 | Hall, Schwaz                                                                       |                                                                      |
| Rapp Johann                        | Landgemeinden                 | Rattenberg, Kufstein, Fügen, Zell                                                  |                                                                      |
| Rauch Johann Paul                  | Städte und Orte               | Imst, Vils, Reutte und Landeck                                                     | ab der 2. Session                                                    |
| Riccabona-Reichenfels Benedikt von | Fürsterzbischöfe und Prälaten | Fürsterzbischof von Trient                                                         | nur 1. und 2. Session                                                |
| Riccabona-Reichenfels Julius von   | Landgemeinden                 | Hall, Schwaz                                                                       |                                                                      |
| Salvadori Josef                    | Landgemeinden                 | Rovereto, Rogaredo, Mori, Riva, Ala, Arco, Val di Ledro                            |                                                                      |
| Santoni Josef                      | Städte und Orte               | Trient                                                                             | nur in der 4. Session                                                |
| Scari Gilbert von                  | Adeliger großer Grundbesitz   |                                                                                    |                                                                      |
| Spaur Julius                       | Landgemeinden                 | Cles, Male, Fondo, Mezzolombardo                                                   |                                                                      |
| Speckbacher Franz                  | Landgemeinden                 | Silz, Imst, Reutte                                                                 |                                                                      |
| Stadler Franz                      | Landgemeinden                 | Innsbruck (Umgebung), Mieders, Steinach, Telfs                                     |                                                                      |
| Strosio Andreas                    | Fürsterzbischöfe und Prälaten | Erzpriester von Rovereto und der Probst von Arco                                   |                                                                      |
| Stubmayr Josef                     | Städte und Orte               | Imst, Vils, Reutte und Landeck                                                     | nur in der 1. Session                                                |
| Tambosi Johann Baptist             | Städte und Orte               | Trient                                                                             | bis inklusive 2. Session                                             |
| Terlago Robert                     | Adeliger großer Grundbesitz   |                                                                                    |                                                                      |
| Vitschgau Maximilian von           | Universität Innsbruck         |                                                                                    | ab der 4. Session                                                    |
| Wackernell Josef                   | Landgemeinden                 | Bruneck, Taufers, Welsberg, Buchenstein, Enneberg, Ampezzo                         |                                                                      |
| Wieser Josef                       | Fürsterzbischöfe und Prälaten | Pröbste von Bozen und Innichen mit dem Land-Commenthur des deutschen Ritter-Ordens |                                                                      |
| Wieser Josef                       | Landgemeinden                 | Brixen, Sterzing                                                                   |                                                                      |
| Wiesler Peter                      | Fürsterzbischöfe und Prälaten | Äbte von Marienberg, Neustift und Gries                                            |                                                                      |
| Wildauer Tobias                    | Städte und Orte               | Hall, Rattenberg, Kitzbühel, Kufstein und Schwaz                                   |                                                                      |
| Wolkenstein Arthur                 | Adeliger großer Grundbesitz   |                                                                                    |                                                                      |
| Wörz Josef von                     | Städte und Orte               | Brixen, Sterzing, Klausen, Bruneck, Lienz und Innichen                             |                                                                      |
| Würzer Julius                      | Städte und Orte               | Bozen                                                                              |                                                                      |
| Zanella Josef Baptist              | Landgemeinden                 | Trient (Umgebung), Lavis, Cembra, Civezzano, Vezzano, Pergine                      |                                                                      |